# Avre (Somme)
Die Avre ist ein Fluss in Frankreich, der in der Region Hauts-de-France verläuft. Sie entspringt im Gemeindegebiet von Amy, entwässert generell in nordwestliche Richtung und mündet nach rund 66 Kilometern im Gemeindegebiet von Camon, nahe Amiens, als linker Nebenfluss in die kanalisierte Somme. Auf ihrem Weg durchquert sie die Départements Oise und Somme.

## Orte am Fluss

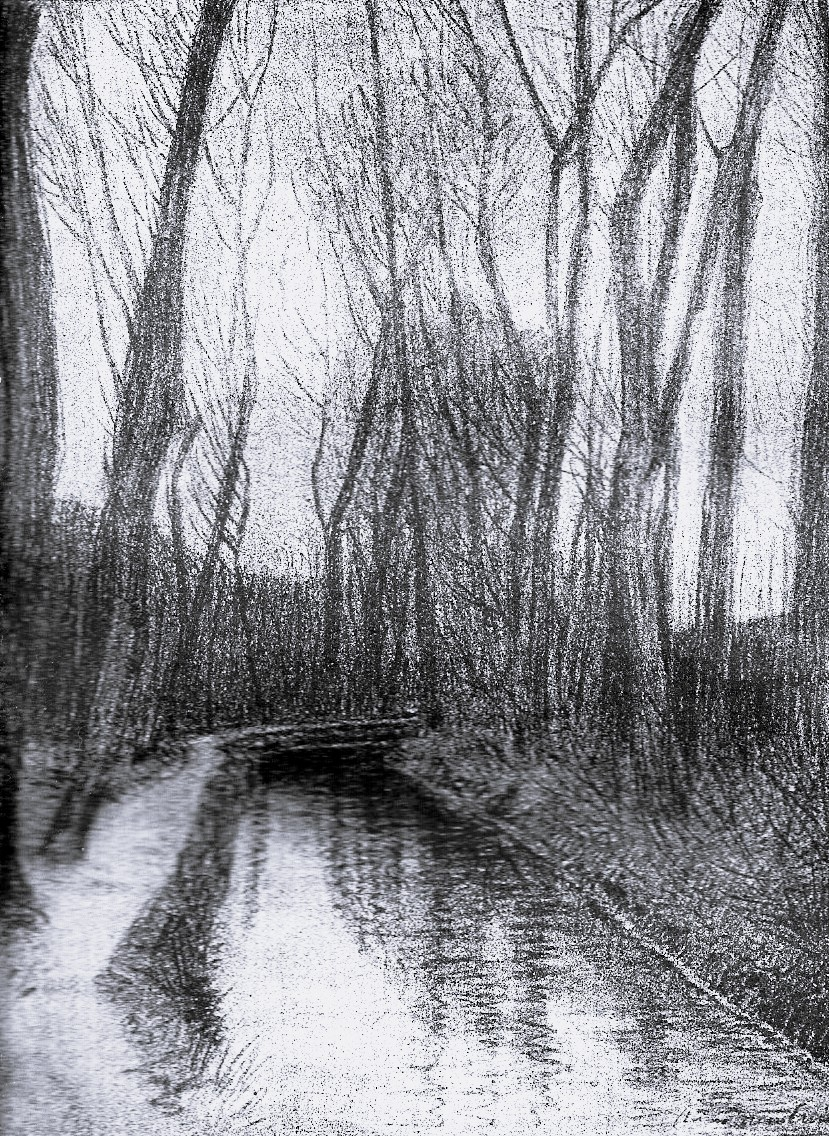
Hans am Ende: Der Avre-Bach mit dem Treidelweg zwischen St. Mard und St. Aurin, Skizze: 1914

- Avricourt
- Roye
- Davenescourt
- Pierrepont-sur-Avre
- Moreuil
- Boves
- Cagny
- Longueau
- Amiens
- Camon